# Schickse
Schickse (Jiddisch: שיקסע schikse f, שיקסעס schikses pl von Hebräisch שֶקֶץ šeqeṣ, „Unreines, Abscheu“) bezeichnet ursprünglich eine nichtjüdische Frau. Es geht auf das nachantike Femininum »schiqesa« (neuhebräisch »schiktso« = die Unreine) zurück und wurde ursprünglich wie auch später im Jiddischen zunächst zur Bezeichnung eines nichtjüdischen Mädchens oder Dienstmädchens gebraucht. Wörtlich bedeutet es nach seinem Gebrauch im Buch Levitikus „Greuel, Abscheu, besonders vor etwas levitisch Unreinem“.
Das Wort ist aber auch ein jiddisches Schimpfwort, das über das Rotwelsche Eingang in die deutsche Sprache gefunden hat und früher als abwertende Bezeichnung für Frauen gebraucht wurde. In manchen Gegenden Deutschlands, etwa dem Ruhrgebiet, hat es heute eher satirischen Charakter und bezieht sich beispielsweise auf eine attraktiv erscheinende Frau, die für Männer eine Versuchung darstellen könnte.
Das männliche Gegenstück der Schickse ist im Jiddischen der Schegez (jiddisch: שייגעץ schejgez m, שקצים schkozim pl; YIVO: sheygets, shkotsim).

## Etymologie und Bedeutungen
Im jiddischen Sprachgebrauch bezeichnet „Schickse“ eine nichtjüdische (gojische) Frau. Wenn man impliziert, dass ein Jude nur eine Jüdin heiraten soll, ist eine Schickse also ein nichtjüdisches Mädchen, das für Heirat und Familiengründung nicht in Frage kommt. Daraus entwickelten sich im Laufe der Zeit die negativen Konnotationen einer zu grell geschminkten, zu aufreizend gekleideten und sexuell zu freizügigen jungen Frau, die unter anderem auch in das Deutsche und Englische übernommen wurden. Dabei existieren allerdings viele Bedeutungsnuancen, von liebevoll-ironisch über milde abwertend bis hin zu stark pejorativ (beleidigend). So kann „Schickse“ aus jüdisch-orthodoxer Sicht auch eine unfromme Jüdin bezeichnen; im amerikanisch-jüdischen Soziolekt bezeichnet shiksa princess ein besonders attraktives, blondes WASP-Mädchen.

## Darstellungen in Literatur und Sachbüchern
Thomas Meyer erzählt in seinem Roman Wolkenbruchs wunderliche Reise in die Arme einer Schickse (2012) von einem jungen Juden aus der Schweiz, der durch die Liebe zu einer „Schickse“ der Enge seiner von der Mutter dominierten orthodoxen Erziehung entflieht. Das Buch wurde 2018 von Michael Steiner verfilmt.
In Boy Vey! The Shiksa’s Guide to Dating Jewish Men (2005) stellt Kristina Grish die Schwierigkeiten und Reize einer von Klischees geprägten Beziehung nichtjüdischer Frauen zu traditionell jüdisch erzogenen Männern dar.
Shiksa: The Gentile Woman in the Jewish World (2004) stellt die Schwierigkeiten nichtjüdischer Ehefrauen im traditionell jüdischen Milieu dar. Die feministische Journalistin Christine Benvenuto, die vom Katholizismus zum Judentum konvertierte, stützt ihre Darstellung hauptsächlich auf Interviews, in denen meist die Belastungen der Beziehung durch religiös begründete Traditionen in den Vordergrund gestellt werden. In ihrem historischen Abriss führt sie aus, dass das jüdische Bild der „Schickse“ dem in allen Kulturen vorkommenden stereotypen Fantasiebild der hypersexuellen fremden Frau entspreche. Außerdem wirkt das Bild der Schickse im Judentum in der Darstellung Benvenutos als Klischee für die angstbesetzte Vorstellung vom Verlust der kulturellen Identität durch Assimilation.